# 基督教赉恩堂
基督教赉恩堂，位于中国广东省佛山市禅城区莲花路27号，为佛山市市级文物保护单位，类型为近现代重要史迹及代表性建筑，公布时间为1998年4月30日。
基督教赉恩堂的历史年代为民国。1923年由神召会建立。